# Медведково
Медве́дково (рос. Медведково) — присілок у складі Дмитровського міського округу Московської області, Росія.

## Населення
Населення — 15 осіб (2010; 4 у 2002).
Національний склад (станом на 2002 рік):
- росіяни — 100 %